# Цунхуа
Цунхуа́ (кит. упр. 花都, пиньинь Huādū) — район городского подчинения города субпровинциального значения Гуанчжоу провинции Гуандун (КНР).

## История
Во времена империи Мин в 1489 году из уезда Паньюй был выделен уезд Цунхуа (从化县).
После вхождения этих мест в состав КНР был создан Специальный район Бэйцзян (北江专区), и уезд вошёл в его состав. В 1952 году Специальный район Бэйцзян был расформирован, и уезд перешёл в состав Административного района Юэбэй (粤北行政区). В 1955 году Административный район Юэбэй был упразднён, и уезд перешёл сначала в состав Специального района Фошань (佛山专区), а затем — в состав Специального района Шаогуань (韶关专区), где к нему был присоединён уезд Фоган. В 1959 году уезд Цунхуа вновь перешёл в состав Специального района Фошань.
В сентябре 1960 года уезд Цунхуа был передан из специального района Фошань под юрисдикцию Гуанчжоу. В апреле 1961 года из уезда Цунхуа был вновь выделен уезд Фоган.
Постановлением Госсовета КНР от 26 марта 1994 года уезд Цунхуа был преобразован в городской уезд.
Постановлением Госсовета КНР от 12 апреля 2014 года городской уезд Цунхуа был преобразован в район городского подчинения.

## Административное деление
Район делится на 3 уличных комитета и 5 посёлков.

## Экономика
В районе расположены ГЭС «Гуандун» (Guangdong Pumped Storage Power Station), образовавшая водохранилище Сяку, и ГЭС «Люсихэ» (Liuxihe Dam), образовавшая одноимённое водохранилище.